# 山県道義

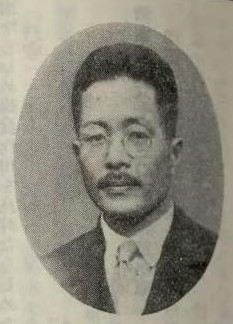
山県道義

山県 道義（やまがた みちよし、1899年（明治32年） - 没年不明）は、日本の発明家。
広島市出身。広島工業学校を卒業し、東京高等工業学校（現在の東京工業大学）に在籍した。その後、陸軍運輸部、合資会社天洋工業所技師長を経て、1928年に大阪市港区で山縣機械工作所（現在の山縣機械）を創業し、写真製版用腐食機械の設計製造を始めた。

## 特許・実用新案
- 特許第95814号 丸「ベルト」又は綱條の接続具
- 実用新案第166657号 空気冷却式発動機の気筒